# 英国铁路5型客车 (加勒多尼卧铺列车)
英国铁路5型客车（英语：British Rail Mark 5）是英国铁路业者“加勒多尼卧铺列车”所使用的一型铁路客车，供由机车牵引的列车使用。制造商为西班牙的“铁路建设和协助公司”。